# 潮州站 (廣東)
潮州站，位于广东省潮州市潮安区枫溪镇新风路，是广梅汕铁路上的火车站，建于1995年，由广州铁路集团管辖。

## 歷史
- 建于1995年。